# Сандовал (округ)
Сандова́л (Sandoval) — округ в штате Нью-Мексико в США. Административный центр округа — город Берналийо. Самый крупный населённый пункт — Рио-Ранчо.

## История
Округ Сандовал был образован 10 марта 1903 года. В 1949 году часть территории округа выделилась в округ Лос-Аламос.
Округ Сандовал получил название в честь рода Сандовал (исп. Sandoval), проживавшего на данной территории в XVII веке.

## География
Расположен в центральной части штата Нью-Мексико. Общая площадь территории округа — 9619 км².

### Прилегающие территории
- Округ Мак-Кинли, Нью-Мексико – на западе;
- Округ Сан-Хуан, Нью-Мексико – на северо-западе;
- Округ Рио-Арриба, Нью-Мексико – на севере;
- Округ Лос-Аламос, Нью-Мексико – на северо-востоке;
- Округ Санта-Фе, Нью-Мексико – на востоке;
- Округ Берналильо, Нью-Мексико – на юге;
- Округ Сибола, Нью-Мексико – на юго-западе.

## Демография
Население округа составляло:
- по переписи 2010 года — 209 233 человека;
- по переписи 2000 года — 89 908 человек.